# Ayûb
Ayûb est chef des Banou Ifren en 945, son père est Abu Yazid. Il combat les Fatimides dans la révolte Berbères Kharidjites soulevée par son père.
Les chefs des tribus Kutama et Sanhadja rassemblent une armée pour secourir les Fatimides. Aux abords de Béja, ils doivent affronter Ayûb qui les prend par surprise et les disperse. Ayûb, encouragé par cette facile victoire, se dirige vers Tunis qu'il reprend aux Fatimides. En janvier 946, Ayûb part à la conquête de Sousse. Il s'ensuit un siège acharné. Le 19 mai, pendant ce siège, le calife Al-Qâ'im meurt. Le combat reprend avec Ismâ`il Al-Mansûr qui succède à son père.